# 塩釜埠頭駅
塩釜埠頭駅（しおがまふとうえき）は、かつて宮城県塩竈市海岸通15番地にあった、塩釜港に隣接する日本貨物鉄道（JR貨物）塩釜線の貨物駅（廃駅）。
1994年（平成6年）に休止され、1997年（平成9年）に廃止された。跡地はイオンタウン塩釜となっている。
営業キロ設定上の塩釜埠頭駅はもともと貞山通1丁目に置かれていたが、1990年（平成2年）にかつて塩釜港駅（しおがまこうえき）のあった海岸通に移転したものである。

## 歴史
塩釜埠頭駅は日本鉄道が1887年（明治20年）に設置した塩竈駅（しおがまえき）を前身とする。ただし、この駅の名称や所在地については複雑な経緯がある。
東北本線や塩釜線の前身に当たる日本鉄道は明治時代中頃に東京から青森へ向けて鉄道の建設を進めた。福島県から宮城県にかけての鉄道敷設においては、塩釜港が資材の搬入に利用され、ここから鉄道が敷設されていった。この線路はそのまま営業線として1887年（明治20年）に開業し、この時に塩釜港に塩竈駅（初代）が置かれた。当時の塩竈駅は塩竈の中心駅であり、貨物のみならず旅客でも賑わっていた。
しかし、1926年（大正15年）に、後に仙石線となる宮城電気鉄道が開業すると、塩竈町内に本塩釜駅などの駅が開業し、そちらの方が列車の本数が多いこともあって旅客は宮城電気鉄道へ流れていった。また、後に塩竈駅（初代）から先に塩竈港駅が設置された。
東北本線はもともと利府を経由する路線だったが、ここに急な勾配が存在していたことから、太平洋戦争中に勾配の緩い新線が海沿いに建設された。この新線は「東北海岸線」や「海線」と呼ばれた。その後「山線」と通称された旧来の経路に替わって「東北海岸線」が東北本線のメインルートとなり、1956年（昭和31年）に「東北海岸線」に塩釜駅（二代目）が設けられた。この時に、塩竈駅（初代）は塩釜港駅と名称を変えた。塩釜港駅に発着する旅客列車は帰省臨時列車を除いてなくなり、これ以後、塩釜港駅は貨物駅となった。塩釜港駅の駅舎には、旅客は本塩釜駅へ向かうようにと書かれたポスターが貼られていた。また、これと前後して貞山通にあった塩竈港駅の名称が塩釜埠頭駅に変更されている。
1981年（昭和56年）の仙石線の西塩釜 - 本塩釜 - 東塩釜間の高架複線化に伴い、本塩釜駅が塩釜港駅の敷地内に移転した。この工事に伴って塩釜港駅に残されていた日本鉄道塩竈駅以来の駅舎が取り壊された。国鉄分割民営化直前のダイヤ改正で合理化のため塩釜港駅は貞山通の塩釜埠頭駅に統合されて廃止された。さらに民営化後の1990年（平成2年）に塩釜埠頭駅は塩釜港駅があった海岸通に移転した。
こうして名称や所在地が変遷した塩釜埠頭駅は、取り扱い貨物の減少が続いたことから1994年（平成6年）に営業を休止し、1997年（平成9年）に廃止された。

### 年表
- 1887年（明治20年）12月15日：日本鉄道の塩竈駅（一般駅）が開業[1]。
- 1909年（明治42年）10月12日：線路名称制定、塩竈線の駅となる。
- 1933年（昭和18年）9月25日：塩竈線が塩竈港駅まで延伸[1]。
- 1956年（昭和31年）
  - 6月10日：塩竈港駅が塩釜埠頭駅に改称[1]。
  - 7月9日：旅客営業廃止、塩釜港駅に改称[1]。荷物・貨物営業のみの駅となる[1]。塩竈線が塩釜線に改称。
- 1965年（昭和40年）10月1日：貨物支線が塩釜魚市場駅まで開業[1]。
- 1978年（昭和53年）12月1日：塩釜魚市場駅までの貨物支線が廃止[1]。
- 1981年（昭和56年）11月1日：荷物の取扱を廃止（貨物駅となる）[1]。仙石線本塩釜駅が塩釜港駅の敷地内に移転。
- 1986年（昭和61年）10月31日：塩釜港駅が塩釜埠頭駅に統合・廃止[1]。
- 1987年（昭和62年）4月1日：国鉄分割民営化により、JR貨物の駅となる[1]。
- 1989年（平成元年）3月11日：コンテナ貨物の取扱を開始。
- 1990年（平成2年）4月1日：旧・塩釜港駅の場所へ移転[1]。
- 1994年（平成6年）4月1日：営業休止[1]。
- 1997年（平成9年）4月1日：廃止[1]。

### 所在地および名称の変遷
- 当記事の本題の2つの駅のうち、海岸通に所在した駅を太字、貞山通に所在した駅を斜体 で表示した。
- 同名の駅ごとに背景の色を統一した。
- 駅がなかった期間は背景を灰色か銀色にした。
- 駅の位置関係（西→東）に合わせて左→右に並べた。

| 年月日                       | 東玉川町        | 本町1                 | 海岸通15                     | 海岸通15        | 貞山通1         |
| 年月日                       | 東玉川町        | 本町1                 | 電車駅                       | 汽車駅          | 貞山通1         |
| ---------------------------- | --------------- | --------------------- | ---------------------------- | --------------- | --------------- |
| 1887年（明治20年）12月15日〜 |                 |                       |                              | 日本鉄道 塩竈駅 |                 |
| 1909年（明治42年）10月12日〜 | 塩竈線 塩竈駅   |                       |                              |                 |                 |
| 1926年（大正15年）12月15日〜 | 塩竈線 塩竈駅   | 宮城電気鉄道 本塩釜駅 |                              |                 |                 |
| 1933年（昭和8年）9月25日〜   | 塩竈線 塩竈駅   | 宮城電気鉄道 本塩釜駅 | 塩竈線 塩竈港駅              |                 |                 |
| 1944年（昭和19年）5月1日〜   | 塩竈線 塩竈駅   | 仙石線 本塩釜駅       | 塩竈線 塩竈港駅              |                 |                 |
| 1956年（昭和31年）6月10日〜  | 塩竈線 塩竈駅   | 仙石線 本塩釜駅       | 塩竈線 塩釜埠頭駅            |                 |                 |
| 1956年（昭和31年）7月9日〜   | 東北本線 塩釜駅 | 仙石線 本塩釜駅       | 塩竈線 塩釜埠頭駅            | 塩釜線 塩釜港駅 |                 |
| 1981年（昭和56年）11月1日〜  | 東北本線 塩釜駅 | （跡地は壱番館）      | 塩竈線 塩釜埠頭駅            | 塩釜線 塩釜港駅 | 仙石線 本塩釜駅 |
| 1986年（昭和61年）10月21日〜 | 東北本線 塩釜駅 | （跡地は壱番館）      | 塩竈線 塩釜埠頭駅            |                 | 仙石線 本塩釜駅 |
| 1990年（平成2年）4月1日〜    | 東北本線 塩釜駅 | （跡地は壱番館）      | 塩釜線 塩釜埠頭駅            |                 | 仙石線 本塩釜駅 |
| 1997年（平成9年）4月1日〜    | 東北本線 塩釜駅 | （跡地は壱番館）      | （跡地はイオンタウン塩釜SC） |                 | 仙石線 本塩釜駅 |

## 駅構造

### 旧・塩釜港駅部分
本塩釜駅のすぐ東側にあった地上駅。10数本の側線が敷設された操車場があり、その南側から塩釜埠頭駅へ向かう路線が、東側から日本配合飼料塩竈工場へ続く専用線が分岐していた。操車場の南西側には、2面2線の貨物ホームがあった。
また、塩釜港駅が塩釜埠頭駅に統合された後も、塩釜埠頭駅の駅舎は旧・塩釜港駅の場所に置かれていた。

### 旧・塩釜埠頭駅部分
仙台塩釜港・塩釜港区の貞山埠頭にあり、旧・塩釜港駅との間の路線から複数の専用線が分岐していた。埠頭に敷設されていた宮城県営公共臨港線や、日本セメント・小野田セメントのセメント貯蔵施設へ続く専用線、日本石油の油槽所へ続く専用線などがあった。
このほか、海岸線に沿って敷設されていた出光興産、大協石油など8社が共用し、各油槽所へ続き石油類の輸送を行っていた専用線もあったが、1987年（昭和62年）3月に昭和シェル石油からの輸送が終了し廃止された。
なお、上記路線がすべて廃止され塩釜埠頭駅の実態がなくなったことにより、営業キロ上の塩釜埠頭駅が旧・塩釜港駅に移転した。

## 取扱貨物
- コンテナ貨物
- 車扱貨物

※休止直前のもの。

## 駅周辺
- JR東日本 本塩釜駅 - 仙石線
- 仙台塩釜港
- 貞山運河

## 隣の駅
日本貨物鉄道（JR貨物）
塩釜線（廃線）
陸前山王駅 - 塩釜埠頭駅
日本国有鉄道
塩釜線（支線・廃線）
塩釜港駅 - 塩釜魚市場駅